# Simulation ferroviaire

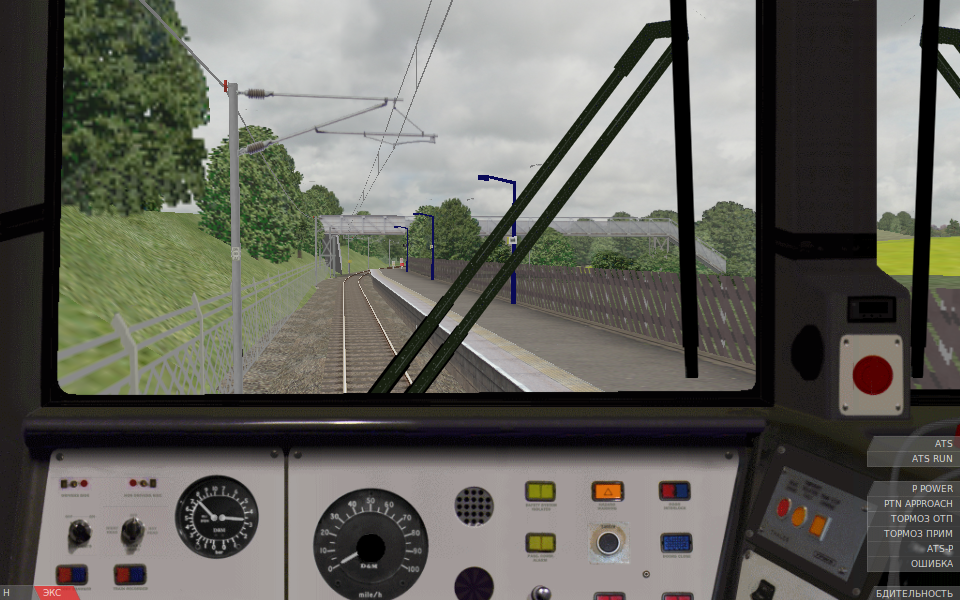
Capture d'écran de la simulation ferroviaire OpenBVE

Une simulation ferroviaire est une simulation informatique d'opérations de transport ferroviaire.

## Simulations industrielles
À la manière des simulateurs de vol professionnels, les simulations ferroviaires sont utilisés pour la formation des professionnels du secteur. Parmi les producteurs de ces simulateurs, on peut citer :
- Ongakukan au Japon
- EADS et Krauss-Maffei Wegmann GmbH & Co KG (KMW) en Allemagne
- Bentley Systems au Royaume-Uni
- Lander Simulation & Training Solutions en Espagne
- Transurb Simulation en Belgique
- Alstom, CORYS France
- OktalSydac en France, Australie, Inde et Royaume-Uni
- New York Air Brake et PS Technology aux États-Unis

## Simulations pour le grand public
Des jeux vidéo de simulation ferroviaire sont distribués pour le grand public à des fins ludiques.

### Simulation de conduite ferroviaire
Le joueur prend la place du conducteur du train. On peut citer par exemple :
- Bozo View Express
- Densha de Go!
- Microsoft Train Simulator (MSTS)
- OpenBVE (logiciel libre)
- Open Rails (hu) (logiciel libre et gratuit)
- MonoGame (version 64 bits de OpenRails) (hu) (logiciel libre et gratuit)
- Train Simulator Classic (anciennement RailWorks, puis Train Simulator), (jeux annuels)[1]
- Trainz
- MaSzyna – Symulator pojazdów szynowych (pl)
- Train Sim World (jeux quasi-annuels)
- Rail Simulator
- Zusi 3 - Aerosoft Edition
- Railroad X
- Diesel Railcar Simulator
- Transport Fever
- Derail Valley
- SimRail

### Jeux de gestion
Des jeux de simulation économique permettent au joueur de développer son réseau de chemin de fer. On peut citer par exemple :
- A-Train
- Chris Sawyer's Locomotion
- Mashinky
- Mini Metro
- OpenTTD
- Railway Empire
- Sid Meier's Railroad Tycoon
- Simutrans
- Transport Fever
- Transport Tycoon

### Simulation ferroviaire amateur et pupitres échelle 1:1
Certains passionnés, informaticiens et/ou électroniciens, ont poussé le réalisme en interfaçant de vrais pupitres de locomotives avec le jeu de simulation. OpenRails (ORTS) est le simulateur sur PC qui apporte le plus de réalisme à ce jour.
L'interfaçage se fait par le biais d'une programmation informatique en langages C, C++, Python, via des cartes équipées de microcontrôleurs type Arduino, Raspberry ou STM32.
Les plus connus à ce jour en France:
AlpISIM : 
- Association pour la préservation du patrimoine ferroviaire français.
- Reconditionnement/Conception/interfaçage de pupitres de locomotives électriques historiques et TGV de la SNCF.
- Assistance en câblage et informatique pour simulateurs ferroviaires.
- Création de lignes ferroviaires pour OpenRails(ORTS)/MonoGame(MG).
FerroSim :
- Conception/interfaçage de pupitres de locomotives diesel historiques type CC72000 de la SNCF

### Autres jeux utilisant le ferroviaire
- Super Locomotive[2].
- Loco